# Two (Sleep Token)
Two è il secondo EP del gruppo musicale britannico Sleep Token, pubblicato il 21 luglio 2017 dalla Basick Records.

## Descrizione
Al pari del precedente EP, anche questo disco presenta tre brani. Due di essi, Calcutta e Nazareth, sono stati distribuiti come singoli rispettivamente il 20 maggio e il 19 giugno 2017.

## Tracce
Testi e musiche di Leo George Faulkner.
1. Calcutta – 6:53
2. Nazareth – 5:36
3. Jericho – 5:17